# アレックス・ラミレス・ジュニア
アレックス・ラミレス・ジュニア（Alex Ramirez Jr.、1983年9月1日 - ）は、アメリカ合衆国出身の元プロ野球選手（投手）。
元横浜DeNAベイスターズ監督のアレックス・ラミレスは義理の父。

## 来歴
2004年に義父のアレックス・ラミレスを頼り大学を休学して来日。練習生として当時義父が所属していたヤクルトスワローズの二軍の練習に参加した。12月10日、残留交渉が難航したラミレスの契約の一環としてジュニアとも選手契約が行われた。ラミレスが2005年からの3年契約の為ジュニアも3年契約となった。
野球経験がないまま、所謂「コネ入団」で投手扱いで入団しており、その言葉に相応しく当時は直球は130km/hに満たず、制球もままならなかった。当初は右投とされていたが、左でも投げられることが判明したため、投手をするときは左で投げるようになった。
2005年の春キャンプでは、2日目で太ももの張りを訴えてダウン。運動不足によるただの筋肉痛であった。3月18日、二軍の教育リーグ（湘南シーレックス戦）で実戦初登板。1回を投げ3四球1失点という結果に終わっている。
2006年、二軍公式戦初登板を果たす（1/3回を投げ2失点）。同年の登板はこの1試合のみであり、防御率は54.00となった。一軍での出場はなかった。
2007年、二軍戦ながら奪三振（石橋尚登から）も記録した。球速も130Km/hを超すようになるなど、それなりに成長はしていたが、ラミレスの退団に伴い同年11月30日付で自由契約となった。3年間の二軍での通算成績は3試合、0勝0敗、防御率10.80。
自由契約後は帰国し起業家を目指し勉強中であったが、2008年4月23日、四国・九州アイランドリーグの高知ファイティングドッグスに入団。8月17日付で、本人の申し出により退団した。在籍中の成績は6試合に登板し、22イニングを投げて1勝2敗、防御率6.95であった。
帰国後の2008年12月に結婚。2009年に休学していた大学へ復学しビジネスの勉強をしたのち、スポーツ関連の会社を起業した。

## 人物
アレックス・ラミレスの結婚相手の連れ子で、血縁関係は無い。2014年にラミレスと母が離婚している。日本プロ野球で父子での同一チーム所属は極めて異例の事であった。メジャーリーグでは、1990年から翌年にかけてシアトル・マリナーズにケン・グリフィー・シニアとケン・グリフィー・ジュニアの親子がチームメイトとして在籍し、話題になったことがある。
前述の通り、ヤクルトとの契約は戦力として計算したものではなかった。ポジションも投手扱いではあったが、場合によっては内野手（二塁手）を守るという話もあった。その場合、左投では支障が出るため、野手で出場の場合は右投で出場することになっていた。しかし内野の経験がある訳ではなく、野球に関してはまったくの素人であった。

## 詳細情報

### 年度別投手成績
- 一軍公式戦出場なし

### 背番号
- 49 （2005年 - 2007年）
- 5 （2008年）